# Thomas Van der Veken
Thomas Van der Veken (Leuven, 23 juni 1843 - Brecht, 29 augustus 1895) was een Belgisch advocaat, rechter en politicus voor de Katholieke Partij.

## Levensloop
Hij was de zoon van advocaat Abraham Van der Veken en Melania Wagemans. Hij studeerde rechten in dewelke hij in 1864 afstudeerde als doctor, tevens behaalde hij een diploma bestuurlijke en administratieve wetenschappen. In 1871 werd hij aangesteld als vrederechter van het Kanton Zandhoven, een functie die hij uitoefende tot zijn aanstelling als rechter aan de Rechtbank van Eerste Aanleg te Antwerpen. In 1885 nam hij ontslag uit deze functie en vestigde zich te Brecht als zelfstandig advocaat.
Aldaar werd hij politiek actief in de aanloop naar de lokale verkiezingen van 1886. Bij deze stembusgang werd hij verkozen als gemeenteraadslid te Brecht en op 23 mei 1886 tevens als provincieraadslid voor de provincie Antwerpen in het arrondissement Antwerpen. In deze hoedanigheid volgde hij zijn schoonvader Jean-François Keysers op. Deze volgde hij in 1888 tevens op als burgemeester van de gemeente Brecht, een mandaat dat hij zou uitoefenen tot 1890.
Bij de lokale verkiezingen van 1890 stelde hij zich niet opnieuw kandidaat als gemeenteraadslid, maar wel voor de provincieraad. Bij deze verkiezingen werd hij uitgedaagd door Pauwels, die zich met steun van voormalig Brechts provincieraadslid Jan Ignaas De Beucker als tegenkandidaat opstelde. Onder meer dankzij een tussenkomst van de partijleiding van de Meetingpartij werd Van der Veken opnieuw verkozen met 531 versus 352 voorkeurstemmen. Hij oefende het mandaat uit tot aan zijn dood.
Hij was ridder in de Leopoldsorde. Hij overleed ten gevolge van een neusoperatie.